# KNO Verlagsauslieferung
Die vormalige Koch, Neff & Oetinger Verlagsauslieferung GmbH (KNO VA), spätere KNV Zeitfracht GmbH und heutige Zeitfracht GmbH ist eine deutsche Verlagsauslieferung mit gesellschaftsrechtlichem Sitz und Lager in Erfurt und Verwaltung in Stuttgart. Das Unternehmen zählt neben der zum Bertelsmann-Konzern gehörenden Vereinigten Verlagsauslieferung (VVA) zu den beiden größten Verlagsauslieferungen Deutschlands. Zu den Mandanten zählen bekannte Verlage wie Deutscher Taschenbuch Verlag (dtv), Klett-Cotta, Gräfe und Unzer, Suhrkamp und Thieme.
Nach der Insolvenz Anfang 2019 wurde KNO von der Zeitfracht-Unternehmensgruppe übernommen und Anfang 2021 in Zeitfracht GmbH umbenannt. Auch das Barsortiment der früheren Schwesterfirma Koch, Neff und Volckmar wird inzwischen unter der Zeitfracht GmbH geführt. Der Medienbereich der Zeitfracht-Gruppe verwendet inzwischen einen Kolibri als Firmenzeichen neben dem Schriftzug Zeitfracht.

## Geschichte
Koch, Neff & Oetinger kann seine Geschichte bis 1829 zurückverfolgen. Sie ist aus der von Friedrich Volckmar gegründeten Firma F. Volckmar, sowie durch Zukäufe und Fusionen in den Jahren 1903 bis 1907 aus den ehemaligen Stuttgarter Buchhandlungen und Kommissionsfirmen Albert Koch & Co. (gegr. 1860), A. Oetinger (gegr. 1835) und Paul Neff (gegr. 1829) hervorgegangen. Die Namen der drei letztgenannten Firmen wurden aus Gründen des größeren Bekanntheitsgrades im süddeutschen Raum als Namensgeber des Unternehmens weiter verwendet. 1917 wurden die Firmen Koch & Oetinger und Neff & Koehler in Stuttgart zu Koch, Neff & Oetinger GmbH & Co vereinigt.
2004 fusionierten Koch, Neff & Oetinger (KNO) und Koehler & Volckmar (KV) zu Koch, Neff & Volckmar (KNV), wobei aber die Koch, Neff & Oetinger & Co. Verlagsauslieferung GmbH unberührt bestehen blieb. 2009 kaufte die KNO VA die Verlagsauslieferung LKG (Leipziger Kommissions- und Großbuchhandelsgesellschaft mbH) und gliederte damit im Prinzip einen bis zum Ende des Zweiten Weltkrieges zum Unternehmen gehörenden und danach enteigneten Teil wieder ein.
Am 20. Mai 2011 gab die Unternehmensleitung bekannt, dass mit einem Investitionsvolumen von 100 Mio. Euro die logistischen Bereiche der Koch, Neff & Volckmar GmbH an den Standorten in Stuttgart und Köln, sowie die Logistik des Schwesterunternehmens Koch, Neff & Oetinger GmbH in Stuttgart bis 2015 aufgelöst und in Erfurt-Mittelhausen zentralisiert werden würden.
Die bisherigen Gebäude der KNO-VA wurden bis September 2016 vollständig abgerissen. Die nicht-logistischen Bereiche des Unternehmens haben im Sommer 2016 einen neuen, unmittelbar neben der bisherigen Fläche liegenden Gebäudekomplex bezogen, den ein Investor für das Unternehmen erstellt hat.

## Insolvenzverfahren
Am 14. Februar 2019 wurde von der Geschäftsführung der KNO-VA ein Insolvenzantrag beim Amtsgericht Stuttgart gestellt. Zum 1. August 2019 wurde die KNO-VA durch die Zeitfracht-Unternehmensgruppe übernommen.
Der bisherige, in sechster Generation geschäftsführende Gesellschafter Oliver Voerster (als direkter Nachfahre der Gründerfamilie Volckmar) und Bertram Feuerbacher verließen in diesem Zusammenhang das Unternehmen.

## Tätigkeitsbereiche
Die Zeitfracht GmbH lagert als Verlagsauslieferung für die angeschlossenen Verlage die Buchbestände und liefert die Bestellungen an die Verlagskunden aus und transportiert, neben Büchern, auch Non-Books und andere Artikel zu den Buchhandlungen. Sie verfügt im Stammhaus und in Außenlagern über mehr als 100.000 Palettenplätze, die durch interne Förderstrecken und LKW-Pendelverkehre miteinander verbunden sind.
Seit den 1970er Jahren haben sich zahlreiche Literatur- und Sachbuchverlage auf ihre verlegerischen Kernbereiche wie Lektorat, das Personalwesen, das Marketing und das Finanzwesen beschränkt und die Bereiche Logistik, Herstellung und weite Teile der allgemeinen Administration per Outsourcing an die KNO Verlagsauslieferung übergeben. Der Deutsche Taschenbuch Verlag (München) wird sogar seit seiner Gründung im Jahr 1960 von KNO VA ausgeliefert. Die Verlagsauslieferung übernimmt – über die Auslieferung hinaus – die klassische Auftragsannahme und -erfassung, die Information des Sortimentsbuchhandels, Versand der Verlagsprogramme, Telefonmarketing (Inbound und Outbound), Datenbankpflege, den Versand der Rechnungen und des Zahlungseingangs. Dabei wird die Debitorenbuchhaltung im Auftrag und im Namen der Verlage durchgeführt oder als Factoring einschließlich Delkredere übernommen. Des Weiteren wird das Mahnwesen für die Verlage durchgeführt.
Den Verlagen werden spezielle Software-Produkte angeboten, z. B. zur Übersicht über Titel, Kunden und Statistiken, zur Informations- und Auftragserfassung im Außendienst, zur Presse- und Rezensionsverwaltung, zur Adressenverwaltung sowie ein Data-Warehouse-System für kunden- und titelbezogene Auswertungen.
Die Dienstleistungen für E-Books umfassen Buch-Digitalisierungen, Scan-Service für physische Bücher, Digitale Rechteverwaltung (DRM) und Support. Die KNO VA legt außerdem die E-Books auf Servern ab und beliefert über diese die E-Books an Handelsplattformen und übernimmt die Fakturierung und das Debitorenmanagement.

## Auszeichnung
2005 und 2007 gewann die KNO VA die Umfrage des Branchenmagazins BuchMarkt, das Buchhändler und Verlage nach der Leistungsbewertung der Verlagsauslieferungen befragt hatte. 2007 teilte sich KNO den ersten Platz mit den Wettbewerbern VVA und Prolit.